# Giuseppe Re David
Giuseppe Re David, a volte scritto Redavid (Bari, 1852 – Bari, 1913), è stato un avvocato e politico italiano.

## Biografia
Fu esponente della Destra storica a cavallo dalla fine '800 ed i primi del '900, il cui leader, nella città di Bari, era Vito Nicola De Nicolò. Fu sindaco di Bari dal 1894 al 1898, fino a quando fu costretto alle dimissioni in seguito ai moti popolari dovuti all'aumento del costo del pane. Gli successe, dopo un breve periodo di commissariamento, il suo rivale cittadino, esponente della Sinistra storica, Giuseppe Capruzzi. Fu in seguito nuovamente sindaco, per un breve periodo, nell'anno 1904.
Suo padre, il rutiglianese Gaetano Re David (1825-1906) fu patriota, garibaldino, avvocato e massone. Suo figlio, anch'egli di nome Gaetano, fu medaglia d'argento al V.M. nella prima guerra mondiale, fascista, presidente della camera di commercio di Bari, presidente dell'ACI di Bari dal 1926 al 1932 e parlamentare del Regno dal 1924 al 1934.